# Cau bụi rừng
Cau bụi rừng hay cau chuột Ba Vì (danh pháp Pinanga baviensis) là loài thực vật có hoa thuộc họ Arecaceae. Loài này được Becc. mô tả khoa học đầu tiên năm 1910.